# Ranunculus sessei
Ranunculus sessei är en ranunkelväxtart som beskrevs av John Isaac Briquet. Ranunculus sessei ingår i släktet ranunkler, och familjen ranunkelväxter. Inga underarter finns listade i Catalogue of Life.